# Sejo
Sejo (oficialmente Santiago do Sexo) es una parroquia española del municipio de Golada, perteneciente a la provincia de Pontevedra, en la comunidad autónoma de Galicia.

## Historia
Hacia mediados del siglo XIX, la parroquia, ya por entonces perteneciente a Golada, tenía contabilizada una población de setenta habitantes. Aparece descrita en el decimocuarto volumen del Diccionario geográfico-estadístico-histórico de España y sus posesiones de Ultramar de Pascual Madoz con las siguientes palabras:

SEJO (Santiago): felig. en la prov. de Pontevedra (12 leg.), part. jud. de Lalin (2), dióc. de Lugo (8), ayunt. de la Golada. sit. á la izq. del r. Ulla; clima sano. Tiene 14 casas en la ald. de su nombre y en la de Costa. La igl. parr. (Santiago) está servida por un cura de entrada y provision en concurso. Confina por NO. con la felig. de Agra, y al SE. con la de Berredo. El terreno es fértil. prod.: trigo, maiz, centeno, vino flojo, castañas, nueces, patatas y frutas, hay gaando vacuno, y pesca de anguilas y truchas. pobl.: 14 vec., 70 alm. contr.: con su ayunt. (V.).
(Madoz, 1849, p. 162)

En 2022, tenía empadronados cuarenta habitantes.